# Шинкарёв, Олег Васильевич
Олег Васильевич Шинкарёв (28 февраля 1965, Выселки, Краснодарский край) — советский и российский футболист, защитник и полузащитник.

## Биография
Воспитанник ворошиловградского спортивного нтерната, тренер — Владислав Проданец. Взрослую карьеру начал в 1982 году в клубе «Стахановец», где сыграл один матч. В том же году провёл один матч за дубль краснодарской «Кубани» и 13 игр за новороссийский «Цемент». В 1983—1984 годах играл в ашхабадском «Колхозчи».
В 1985 году перешёл в ростовский СКА. Дебютный матч в высшей лиге сыграл 10 марта 1985 года против ленинградского «Зенита», вышел в основном составе и был заменён на 65-й минуте. 7 октября 1985 года забил свой единственный гол в высшей лиге, на 87-й минуте в ворота киевского «Динамо» (2:4). Всего в советской высшей лиге сыграл 24 матча и забил один гол, а его команда заняла последнее место и вылетела в первую лигу. В дальнейшем выступал за ростовскую команду до 1987 года.
В 1988 году числился в составе московского «Локомотива», затем перешёл в ворошиловградскую «Зарю». В 1989—1990 годах снова играл за новороссийский «Цемент». В 1991 году перешёл в сочинскую «Жемчужину», с которой год спустя стал победителем зонального турнира первой лиги России.
В 1993 году играл в составе «Жемчужины» в высшей лиге России. Свой первый матч провёл 7 марта 1993 года против нижегородского «Локомотива». Всего сыграл четыре матча в высшей лиге — три в начале сезона в марте-апреле и один в последнем туре в ноябре.
В период выступлений за «Жемчужину» также играл за её фарм-клуб «Торпедо» (Сочи) и за «Химик» (Белореченск), обе эти команды не смогли доиграть до окончания сезонов и прекращали существование. В 1994 году футболист завершил карьеру в возрасте 29 лет.
После завершения игровой карьеры работал начальником команды и генеральным директором в краснодарской «Кубани», сочинских «Жемчужине» и «Сочи-04».
Почетный гражданин г. Сочи и г. Новороссийска.